# Charles de Batz-Castelmore d’Artagnan

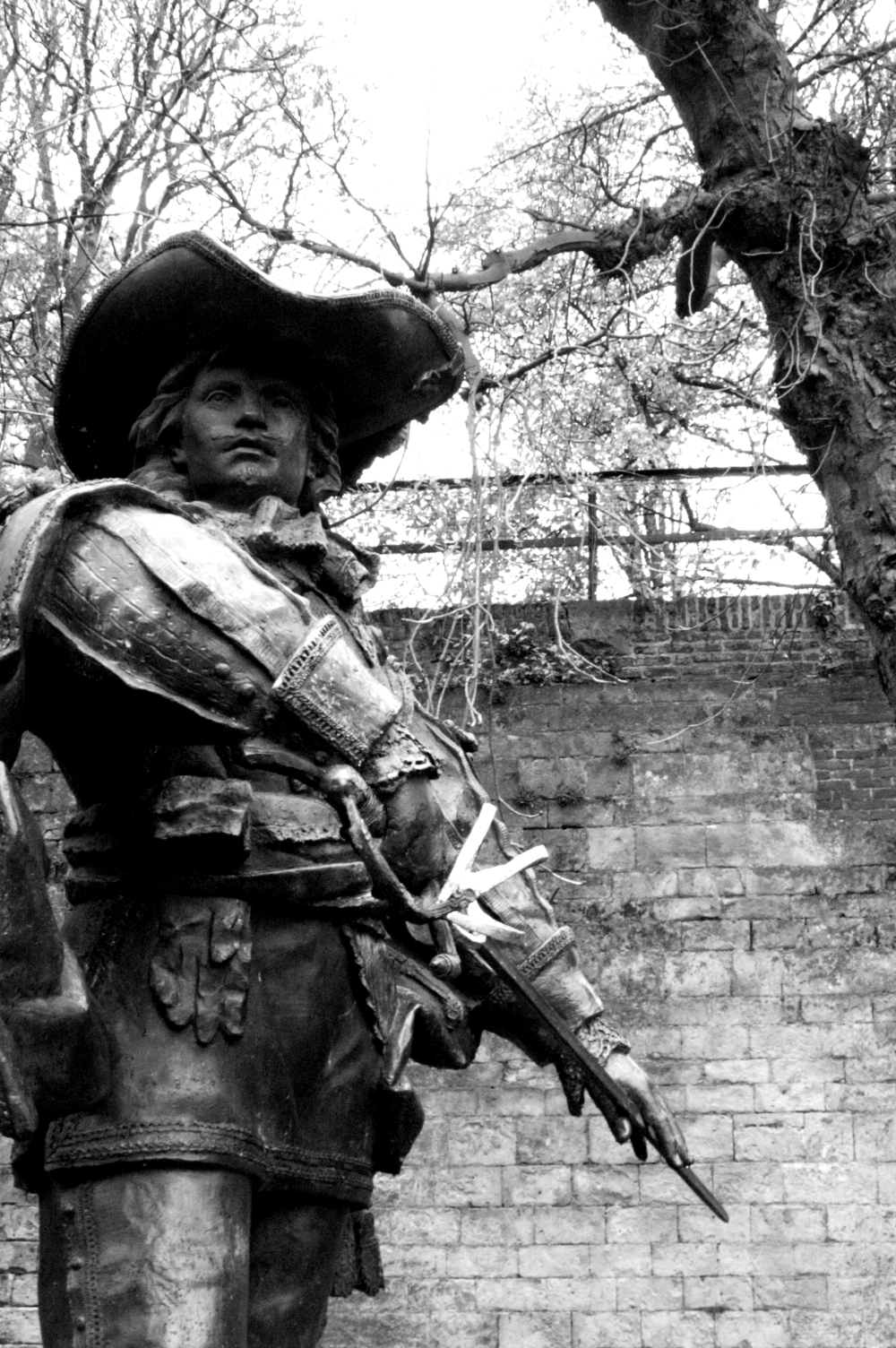
Pomnik Charles de Batz-Castelmore (D’Artagnan) w Maastricht

Charles de Batz-Castelmore, Comte d’Artagnan, seigneur d`Artagnan (ur. 1611 w Lupiac, zm. 1673 w Maastricht) – szlachcic gaskoński, służył Ludwikowi XIV jako kapitan muszkieterów, później generał. Zginął podczas oblężenia Maastricht w trakcie wojny francusko-holenderskiej.
Stał się pierwowzorem d’Artagnana, jednego z bohaterów cyklu Alexandre Dumasa o trzech muszkieterach: Trzej muszkieterowie, Dwadzieścia lat później, Wicehrabia de Bragelonne.
Rodzina d’Artagnana wywodziła się z Gaskonii. Matką d’Artagnana była szlachcianka Françoise de Montesquiou. D’Artagnan, którego prawdziwe nazwisko to Charles Ogier de Batz, był jednym z siedmiorga dzieci. W wieku 17 lat opuścił dom rodzinny, udając się do Paryża.
Z rąk Ludwika XIV otrzymał tytuł marszałka polnego. Po śmierci stanowił źródło inspiracji dla pisarzy i poetów, m.in. G. de Sandras wydał w 1700 apokryficzne Mémoires de M. d’Artagnan.